# Zdjelica
Zdjelica (lat. pelvis) koštani je obruč kojeg čine dvije zdjelične kosti (lat. os coxae), križna kost (lat. os sacrum) i trtična kost (lat. os coccygis), a nalazi se na donjem kraju kralježnice. Zdjelica prenosi težinu tijela na donje udove (sadrži konkavno tijelo zgloba kuka). Zdjelica još služi kao zaštita organa smještenih u tom prostoru (naročito ženski spolni sustav), i kao polazište mišića.
Zdjelica je podjeljena na veliku (lat. pelvis major) i malu zdjelicu (lat. pelvis minor), terminalnom prugom (lat. linea terminalis). U porodništvu osobitu važnost imaju veličine pojedinih dijelova male zdjelice (tijekom normalnog poroda, novorođenče prolazi kroz malu zdjelicu i svaka nepravilnost oblika ili promjena veličine može utjecati na ishod). 
Zdjelica muškarca i žene se razlikuje u obliku, što je uvjetovano različitom funkcijom. Zdjelica žene je šira i kraća zbog lakšeg porođaja.